# Anna (pel·lícula de 2015)
Anna és una pel·lícula colombo-francesa de 2015, escrita i dirigida per Jacques Toulemonde i protagonitzada per Juana Acosta.
La pel·lícula va ser preseleccionada per a representar a Colòmbia en la 89a edició dels premis Oscar, però va ser seleccionada finalment Alias María.

## Sinopsi
Anna (Juana Acosta) és una jove colombiana que viu a París amb el seu fill de 8 anys, separada del seu marit francès. Un dia decideix emportar-se al petit al seu país natal contra la voluntat del pare, acompanyada del seu actual parella, Bruno.

## Repartiment
- Kolia Abiteboul com Nathan.
- Juana Acosta com Anna.
- Bruno Clairefond com Bruno.
- Fabrice Colson
- Augustin Legrand com Philippe.

## Premis i nominacions
| Any  | Premi          | Categoria                        | Nominat(s)                       | Resultat   | Ref.        |
| ---- | -------------- | -------------------------------- | -------------------------------- | ---------- | ----------- |
| 2016 | Premis Macondo | Millor pel·lícula                | Millor pel·lícula                | Nominada   | [ 3 ] [ 4 ] |
| 2016 | Premis Macondo | Millor guió                      | Jacques Toulemonde               | Guanyador  | [ 3 ] [ 4 ] |
| 2016 | Premis Macondo | Millor actriu principal          | Juana Acosta                     | Guanyadora | [ 3 ] [ 4 ] |
| 2016 | Premis Macondo | Millor direcció de fotografia    | Paulo Pérez                      | Guanyador  | [ 3 ] [ 4 ] |
| 2016 | Premis Macondo | Millor muntatge                  | Mauricio Lleras                  | Nominada   | [ 3 ] [ 4 ] |
| 2016 | Premis Macondo | Millor disseny de vestuari       | Claire Daguerre                  | Nominada   | [ 3 ] [ 4 ] |
| 2017 | Premis Goya    | Millor pel·lícula iberoamericana | Millor pel·lícula iberoamericana | Nominada   |             |
| 2017 | Premis Platino | Millor interpretació femenina    | Juana Acosta                     | Nominada   |             |